# Tritia pellucida
Tritia pellucida is een slakkensoort uit de familie van de Nassariidae. De wetenschappelijke naam van de soort werd als Cyclope pellucida in 1826 gepubliceerd door Risso.